# 403 (číslo)
Čtyři sta tři je přirozené číslo. Následuje po číslu čtyři sta dva a předchází číslu čtyři sta čtyři. Římskými číslicemi se zapisuje CDIII a řeckými číslicemi υγ.

## Matematika
403 je:
- Deficientní číslo
- Složené číslo
- Nešťastné číslo

## Astronomie
- (403) Cyane je planetka hlavního pásu, kterou objevil v roce 1895 Auguste Charlois

## Roky
- 403
- 403 př. n. l.